# Urbs
Met het Latijnse woord urbs duidden de Romeinen een door een muur of symbolische grens (zoals de door Romulus getrokken vore) gedefinieerd stadsgebied aan.
Binnen een dergelijk gebied mocht niet worden begraven. Op deze regel zijn enige uitzonderingen bekend, zoals het nageslacht van Publius Valerius Publicola. De urbs was een magisch, juridisch en bestuurlijk gebied. Binnen de urbs werden geen doodvonnissen voltrokken, maar een kelder - zoals de Mamertijnse gevangenis - die onder het maaiveld lag, bevond zich volgens de even pragmatische als vindingrijke Romeinse juristen niet binnen de urbs. Wanneer de godsdienstige regels waren overtreden, moest de stad ritueel worden gereinigd.
Bewoners van de urbs hadden een andere juridische status en andere burgerrechten dan zij die buiten de stad woonden.
Met "urbs" wordt een breder begrip aangeduid dan met het woord "stad".
Het begrip urbs is de Nederlandse woorden urbaan en urbaniteit terug te vinden.

## Externe bron
Wikiwoordenboek op wiktionary.org